# Dar Es-Soltane
XVIe siècle – 1830
Le Dar Es-Soltane ou Dar Es Sultan (دَار السُلْطَان)— que l'on peut traduire en « domaine de la souveraineté » (domaine de la capitale d'état) ou littérallement comme « Maison du souverain » (résidence du pouvoir du chef d'état appelé Dey, Hakim (en), Sultan) — est l'une des provinces de la Régence d'Alger. Cette province est bornée au nord par la mer Méditerranéen, à l’est par le beylik de Constantine, au sud par celui du Titteri et a l'ouest par celui de l'Ouest. Le Dar El-Soltane comprend un territoire incluant la capitale Alger, la plaine de la Mitidja et le littoral jusqu'à Ténès.
En transposant cette région, sur les découpages territoriaux actuels, elle serait constituée des wilayas d'Alger , Tipaza , Blida  ainsi que certaines parties des wilayas de Chlef , Médéa , Boumerdes et Ain Defla

## Gouvernance et administration
Le Dar Es-Soltan se veut être un territoire directement placé sous l'autorité du dey d'Alger, alors que les autres beyliks sont dirigés par des beys. En réalité le statut de gouverneur du Dar Es-Soltane est occupé par l'Agha al-mahalla, chef de l'armée de terre Algérienne et second ministre du dey.